# Edgars Lūsiņš
Edgars Lūsiņš (* 25. Dezember 1984 in Riga, Lettische SSR) ist ein lettischer Eishockeytorwart, der zuletzt bei Prizma Riga in der lettischen Eishockeyliga unter Vertrag stand.

## Karriere
Edgars Lūsiņš begann seine Karriere als Eishockeyspieler bei den Stalkers Juniors Daugavpils, für die er in der Saison 2000/01 sein Debüt in der lettischen Eishockeyliga gab. Anschließend spielte er zweieinhalb Jahre lang für die unterklassigen nordamerikanischen Juniorenmannschaften Indianapolis Park Tudor Prep, Dayton Gems und Traverse City Enforcers, ehe er im Laufe der Saison 2003/04 nach Lettland zurückkehrte. Dort spielte er bis 2005 für den HK Zemgale. Daraufhin stand der Torwart in den folgenden vier Jahren für den ASK Ogre, HK Riga 2000 und HK Ozolnieki/Monarhs in der lettischen Eishockeyliga zwischen den Pfosten. Mit dem HK Riga 2000 nahm er in der Saison 2008/09 zudem an der belarussischen Extraliga teil.
Zur Saison 2009/10 erhielt Lūsiņš einen Vertrag beim REV Bremerhaven aus der 2. Bundesliga. Dort konnte er mit einem Gegentorschnitt von 2,80 in den 33 Hauptrunden-Spielen seiner Mannschaft auf sich aufmerksam machen, so dass ihn Dinamo Riga aus der Kontinentalen Hockey-Liga vor der folgenden Spielzeit über einen Probevertrag verpflichtete. Die Saison 2011/12 begann der Lette beim tschechischen Zweitligisten HC Most, bevor Lūsiņš im Dezember 2011 von den Hannover Indians verpflichtet wurde, die nach dem verletzungsbedingten Ausfall von Peter Holmgren einen Back-up-Torwart benötigten.
Nach seinem Engagement in Hannover wechselte Lūsiņš zu Copenhagen Hockey in die dänische Metal Ligaen. Zwischen 2014 und 2017 stand er dann bei Prizma Riga in der lettischen Eishockeyliga unter Vertrag und gehörte dort zu den statistisch besten Torhütern.

### International
Für die Lettland nahm Lūsiņš an der U20-Junioren-B-Weltmeisterschaft 2004 sowie der Weltmeisterschaft 2010 teil. Bei der U20-Weltmeisterschaft 2018 war er Co-Trainer der lettischen Auswahl, die in der A-Gruppe der Division I spielte.

## Erfolge und Auszeichnungen
- 2009 Bester Torwart der lettischen Eishockeyliga
- 2015 Bester Torwart der lettischen Eishockeyliga
- 2016 All-Star-Game der lettischen Eishockeyliga

## Statistik
(Stand: Ende der Saison 2010/11)